# Daniel Boateng
Daniel Jesse Boateng (Enfield, Anglia, 1992. szeptember 2. –) Angliában született ghánai labdarúgó, jelenleg a román Aerostar Bacău hátvédje.

## Pályafutása

### Arsenal
Boateng 2003 szeptemberében csatlakozott az Arsenal ifiakadémiájához. A tartalék csapatban 2009. július 20-án mutatkozott be, egy Lincoln City elleni barátságos mérkőzésen. 2010 júliusában megkapta első profi szerződését a csapattól. A felnőttek között 2011. október 25-én kapott először lehetőséget, egy Bolton Wanderers elleni Ligakupa-meccsen.
2012. január 21-én a Swindon Town a szezon végéig kölcsönvette. Első mérkőzését a Hereford United ellen játszotta, melyet csapata 2-1-re megnyert. Összesen két bajnokin kapott lehetőséget a Swindonnál töltött ideje alatt. 2012. augusztus 29-én félévre kölcsönben az Oxford Unitedhez került, ahol szintén két bajnokin játszott.

## Sikerei, díjai
Arsenal
- Premier Academy League: 2009/10

## Külső hivatkozások
- Daniel Boateng pályafutásának statisztikái a Soccerbase oldalon (angolul)

- Adatlapja az Arsenal honlapján